# Tölö spårvagnsdepå
Tölö spårvagnsdepå (finska: Töölön raitiovaunuvarikko) är en av tre depåer för Helsingfors stads trafikverks spårvagnar. De två övriga är Forsby spårvagnsdepå och Vallgårds spårvagnsdepå.
Tölö spårvagnsdepå ligger vid Mannerheimvägen i Bortre Tölö och ansvarar för underhåll av de spårvagnar som trafikerar linjerna 4 och 10 och vissa av dem som trafikerar linje 7, sammanlagt ungefär en tredjedel av spårvagnsflottan. Hallen byggdes under senare delen av 1970-talet och ligger bredvid den äldre spårvagnshall från 1900, som idag disponeras av Helsingfors stadsmuseums spårvägsmuseum Spåramuseet.
Mellan 1948 och 1974 användes hallen också för de trådbussar som rullade i Helsingfors.

## Bildgalleri

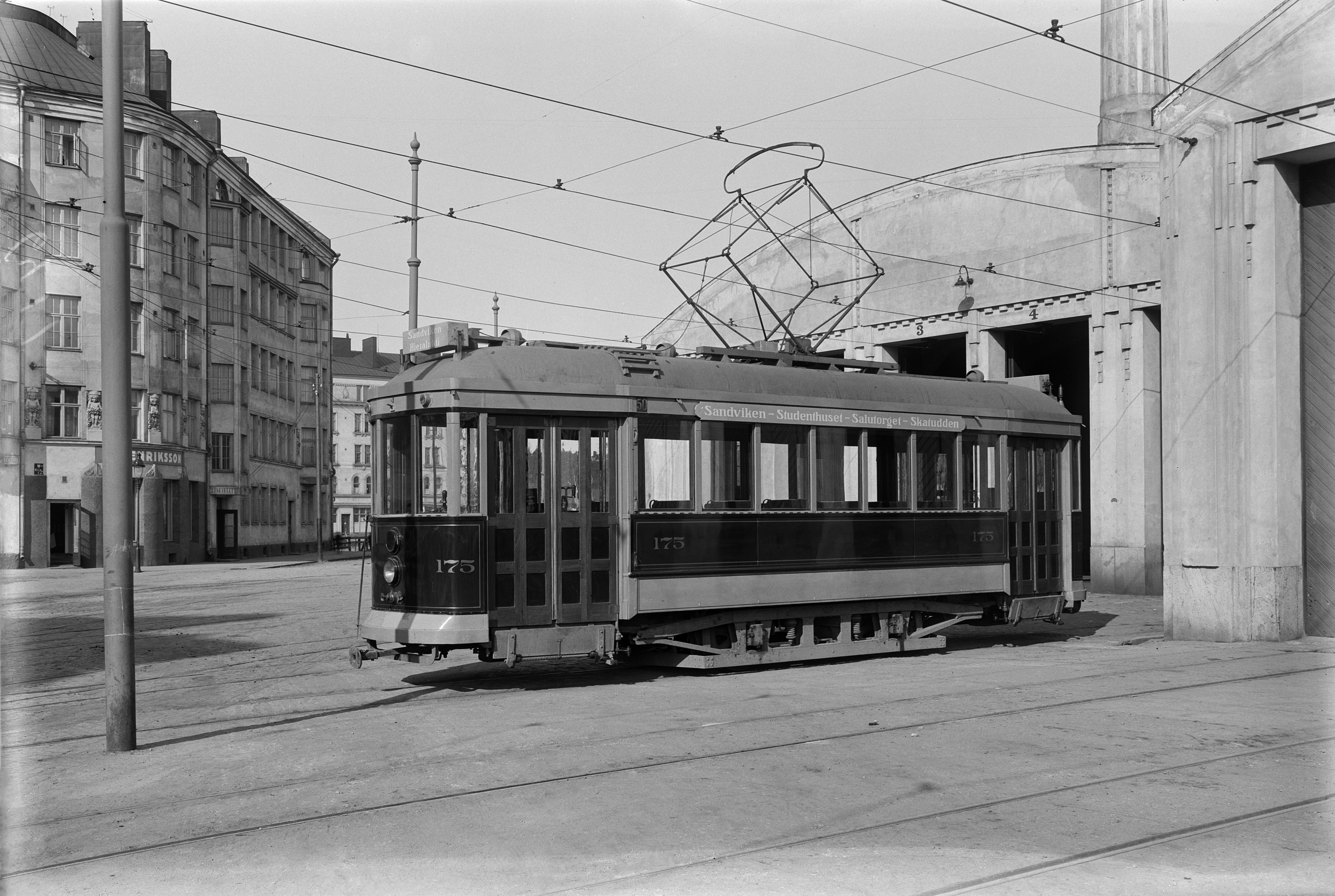
Spårvagnsdepån, 1924
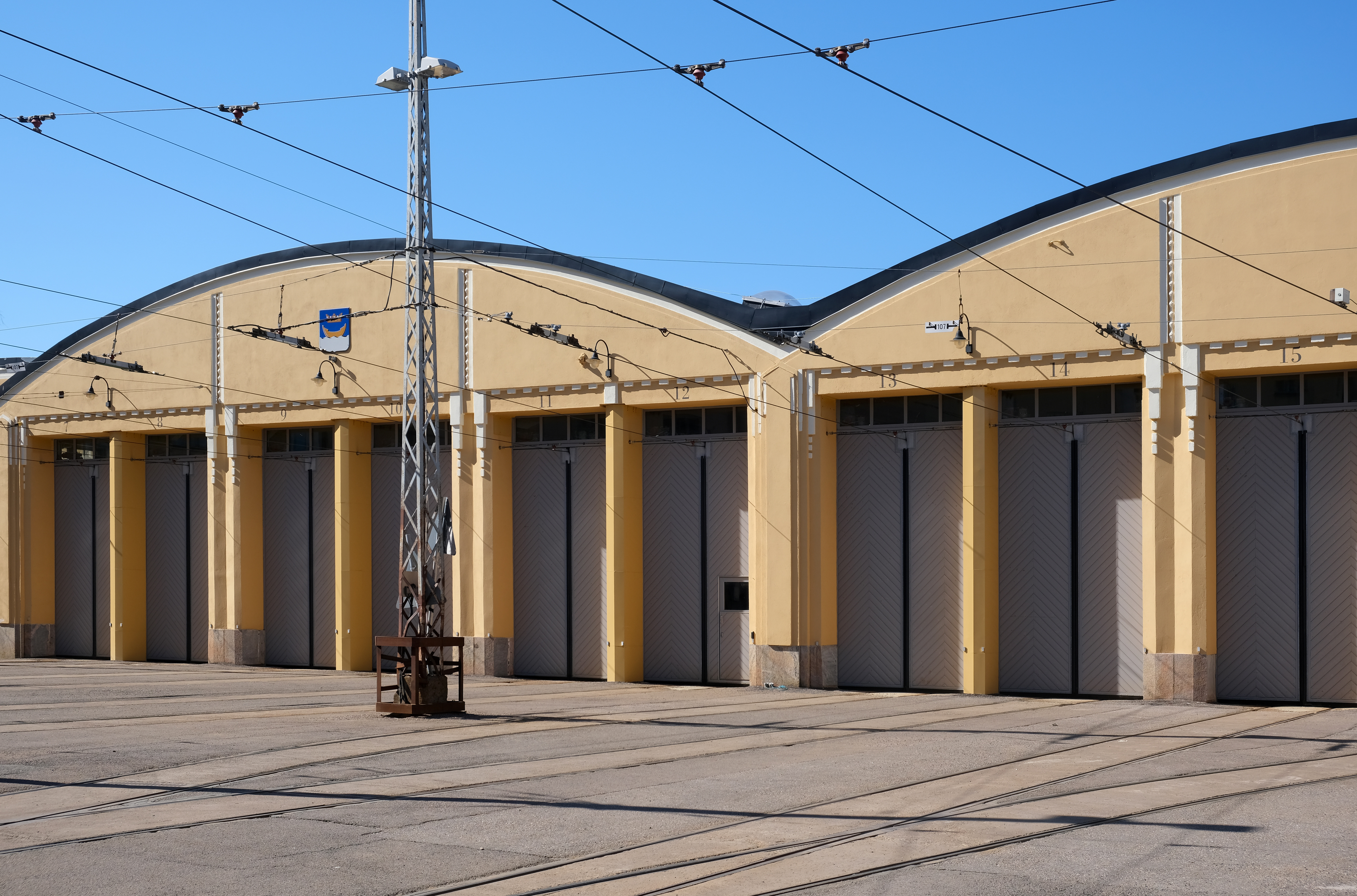
Portarna
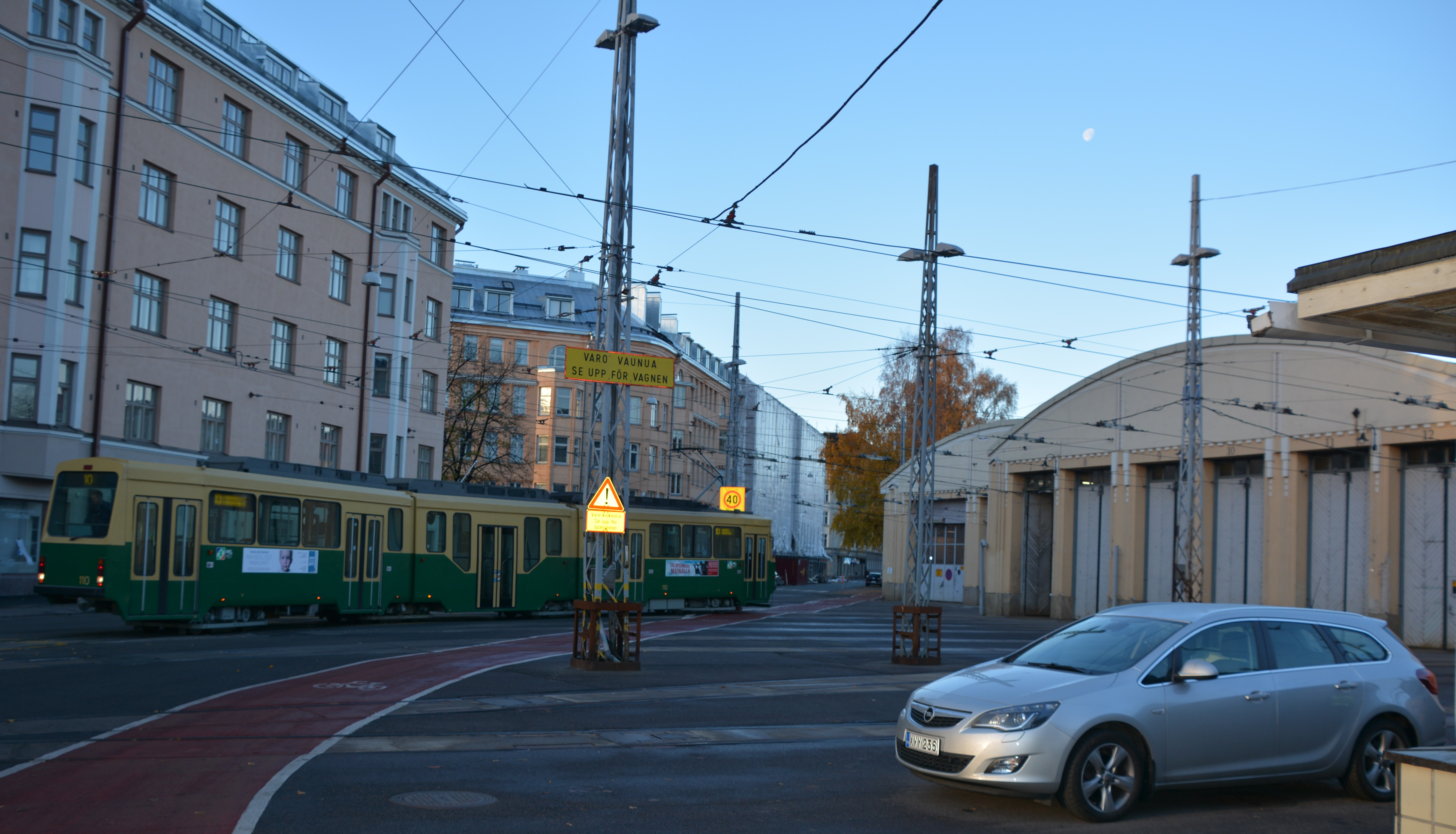
Tölö spårvägsdepå från Mannerheimvägen.